# Hoher Berg (Westerngrund)
Der Hohe Berg ist ein 441 Meter hoher Berg im Spessart bei Westerngrund im Landkreis Aschaffenburg in Bayern.

## Geographie
Der Hohe Berg liegt auf der Gemarkung Geiselbacher Forst nordwestlich von Huckelheim. Dieses Gebiet war bis 2014 gemeindefrei. Über den Berg führt die Birkenhainer Straße. Im Norden geht der Hohe Berg zum Franzosenkopf (481 m) über. Im Westen, jenseits der Staatsstraße 2306, befinden sich Vorderer und Hinterer Gleisberg. An den Südhängen des Hohen Berges entspringt der Hombach.

## Geschichte

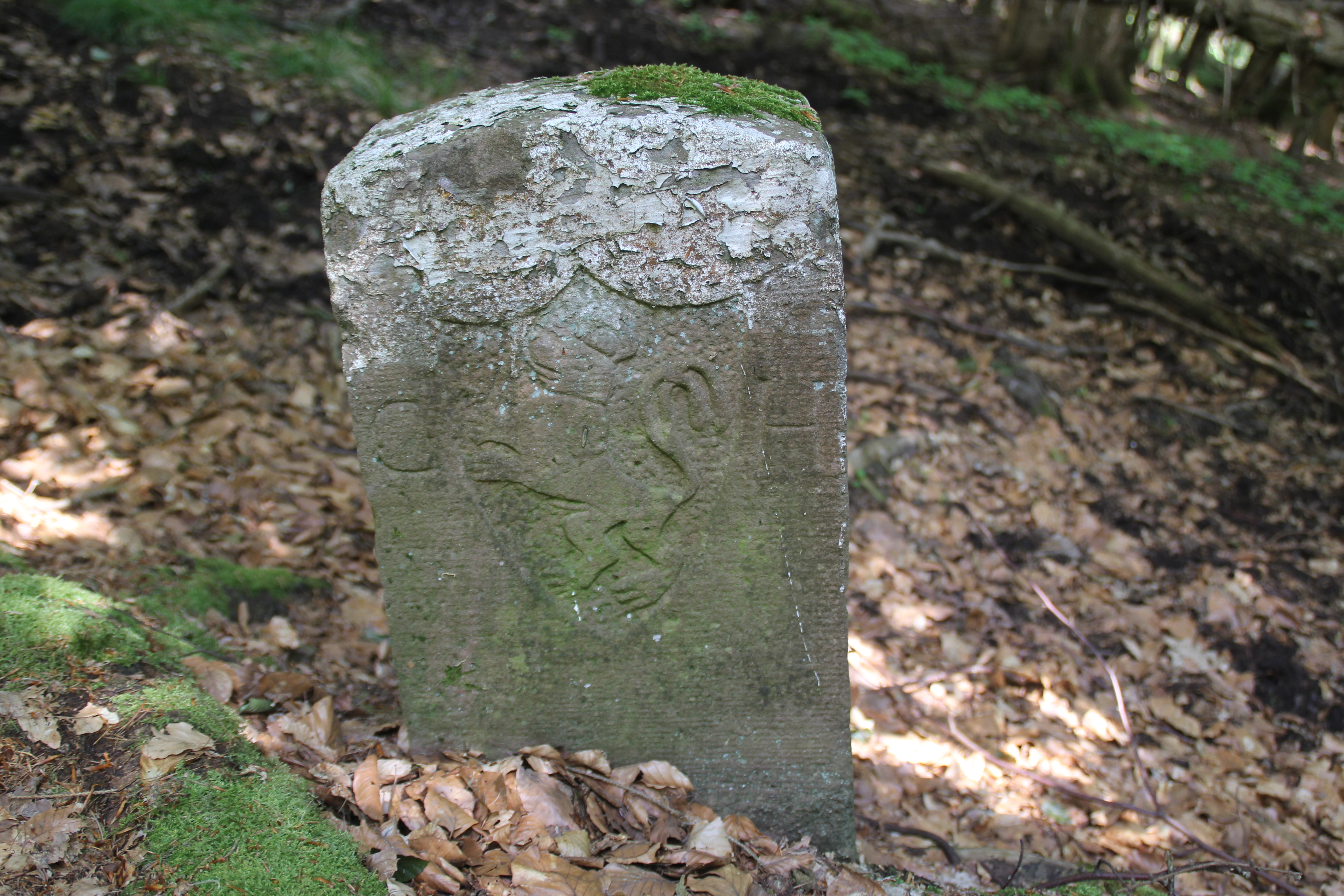
Grenzstein am Hohen Berg. Er trennte die historischen Gebiete von Großherzogtum Hessen und Großherzogtum Frankfurt

Am Fuße des Hohen Berges steht eine Reihe gut erhaltener Grenzsteine von 1810. Sie markierten die Grenze zweier Staaten des Rheinbunds; auf der einen Seite lag das Territorium des Amtes Alzenau in der Provinz Starkenburg des Großherzogtums Hessen, auf der anderen Seite das Departement Aschaffenburg des Großherzogtums Frankfurt mit dem Dorf Huckelheim.